# Red Corner
Red Corner (El laberinto rojo en España o Justicia roja en Hispanoamérica) es un thriller estadounidense de Jon Avnet del año 1997. El guion lo escribió Robert King y los protagonistas principales son Richard Gere y Bai Ling.

## Argumento
El abogado americano Jack Moore está a punto de cerrar en Pekín un contrato entre una compañía de televisión estadounidense y el gobierno chino. Hasta que los funcionarios chinos decidan, le ofrecen a él y a su delegación un variado programa de entretenimiento. En el marco de ese programa Moore se encuentra con una joven modelo, con la que pasa la noche y que se encuentra muerta al día siguiente, brutalmente asesinada. Moore es detenido, porque piensan que él es el asesino y la modelo resulta ser además la hija de un general chino, que desea verlo muerto.
La joven abogada defensora, Shen Yuelin, asume la defensa del acusado, que tiene como objetivo conseguir la condena de Jack. El tribunal, dirigido por la jueza Xu, actúa adicionalmente bajo la presunción de la culpabilidad del acusado y no permite testimonios y pruebas importantes. Además la abogada tampoco cree en su inocencia y no encuentra otro apoyo. Por ello Moore pierde con el tiempo la esperanza de un juicio justo. También es consciente de que, si lo condenan, le impondrán la pena de muerte por el crimen y el posterior fusilamiento una semana después. Mientras tanto, él se entera de que el contrato se lo adjudica una empresa alemana competidora de la americana a causa de lo ocurrido.
Sin embargo, Yuelin encuentra con el tiempo indicios de la inocencia de Moore, y cuando investigan ambos el lugar del crimen encuentran aún más indicios de su inocencia. La vida de Moore se encuentra entonces más y más en peligro. Lo intentan asesinar dos veces, por lo que huye después del segundo intento de regreso del lugar del crimen a la embajada, en la que busca asilo. Allí, sin embargo, se entera de que Yuelin tuvo que garantizar con su carrera para que pudiese ver con él el lugar del crimen como parte de su investigación, por lo que sale para entregarse a las autoridades chinas para protegerla.
Por lo que hizo, Yuelin cree ahora sin dudas que es inocente, y ambos se esfuerzan al máximo para probar su inocencia investigando el contrato que firmó la empresa alemana. Finalmente descubren y consiguen probar ante el tribunal que Lin Dan, hijo de un ministro chino fue el asesino de la modelo. La mató para culpar a Moore de ello con el propósito de sabotear el acuerdo entre chinos y americanos en provecho de esa empresa alemana para ocupar allí un puesto que consideraba muy importante para él. Cuando comprobó que Moore iba a descubrir la verdad, para matarlo se sirvió del mismo sicario que había enviado para asesinar a la modelo y así cerrar el asunto.
El padre de la modelo, que presenció todo en el tribunal y se da cuenta de la culpa de Lin Dan, lo mata y se entrega luego por lo que hizo. Moore es liberado y se despide de su abogada. Ambos han aprendido a apreciarse mucho a causa de la experiencia mutua que han tenido, en la que ella ha aprendido a cuestionar lo que hace y se despiden por ello con un muy gran aprecio mutuo antes de que Moore tome el avión a los Estados Unidos.

## Reparto
- Richard Gere - Jack Moore
- Ling Bai - Shen Yuelin
- Bradley Whitford - Bob Ghery
- Byron Mann - Lin Dan
- Peter Donat - David McAndrews
- Robert Stanton - Ed Pratt
- Tsai Chin - Jueza Xu
- James Hong - Lin Shou
- Tzi Ma - Li Cheng
- Richard Venture - Embajador Reed
- Jessey Meng - Hong Ling

## Producción
Para la película se tuvo que hacer un largo proceso de investigación. Para ello hubo que viajar dos veces a China y sacar 1500 fotografías. Adicionalmente, como se prohibió que la película se rodara en China, se construyó una reproducción de un barrio de Pekín cerca de Los Ángeles, para efectuar todas las tomas exteriores y en el que se llegaron a introducir hasta 300 bicicletas para ello. El resto se rodó en Pekín durante una semana sin el conocimiento del gobierno chino.

## Recepción
La película se estrenó en los Estados Unidos el 31 de octubre de 1997 y en España el 7 de enero de 1998. La película, que tiene mensaje político, fue muy valorada en su momento por el muy buen retrato que hace de los barrios de Pekín, la capital china. También recibió la protesta oficial del gobierno chino por su crítica hacia él, el cual decidió considerar por ello desde entonces como personas non gratas a los responsables de la película.